# شهر قدیم گوا
شهر قدیم گوا (Konkani: Pornnem Goem , Adlem Gõi , Goeam) یا Velha Goa (Velha به معنی «قدیمی» به زبان پرتغالی) یک شهر تاریخی در بخش گوا شمالی در ایالت گوا در هند است. این شهر در قرن ۱۵ توسط عادل‌شاهیان ساخته شد و از قرن شانزدهم میلادی تا زمان رها شدن آن در قرن ۱۸ به دلیل طاعون به عنوان پایتخت هند پرتغالی شناخته می‌شد. گفته می‌شود که در زمان پرتغالی‌ها، پیش از طاعون، شهری تقریباً ۲۰۰۰۰۰ نفری وجود داشته‌است، و پیش از طاعون، پرتغالی‌ها در قاره‌ها تجارت می‌کردند. بقایای این شهر یک میراث جهانی یونسکو است که در سال ۱۹۸۶ در میراث جهانی یونسکو به ثبت رسید. شهر قدیم گوا تقریباً ۱۰ کیلومتر در شرق پایتخت ایالت پانجی است.

## تاریخ
این شهر در قرن ۱۵ به عنوان بندری در سواحل رودخانه ماندووی توسط حاکمان سلطان بیجاپور تأسیس شد. شهر قدیمی گوا بعد از عادل‌شاهیان از سلسله ادیل شاهی سلطان دوم ساخته شد. این محوطه توسط یک قبر محاصره شده بود و شامل کاخ شاه، مساجد و معابد بود. این شهر توسط پرتغالی‌ها اشغال شد و از سال ۱۵۱۰ به عنوان مرکز اداری پرتغال هندوستان تحت فرمان پرتغال قرار گرفت.

## نگارخانه

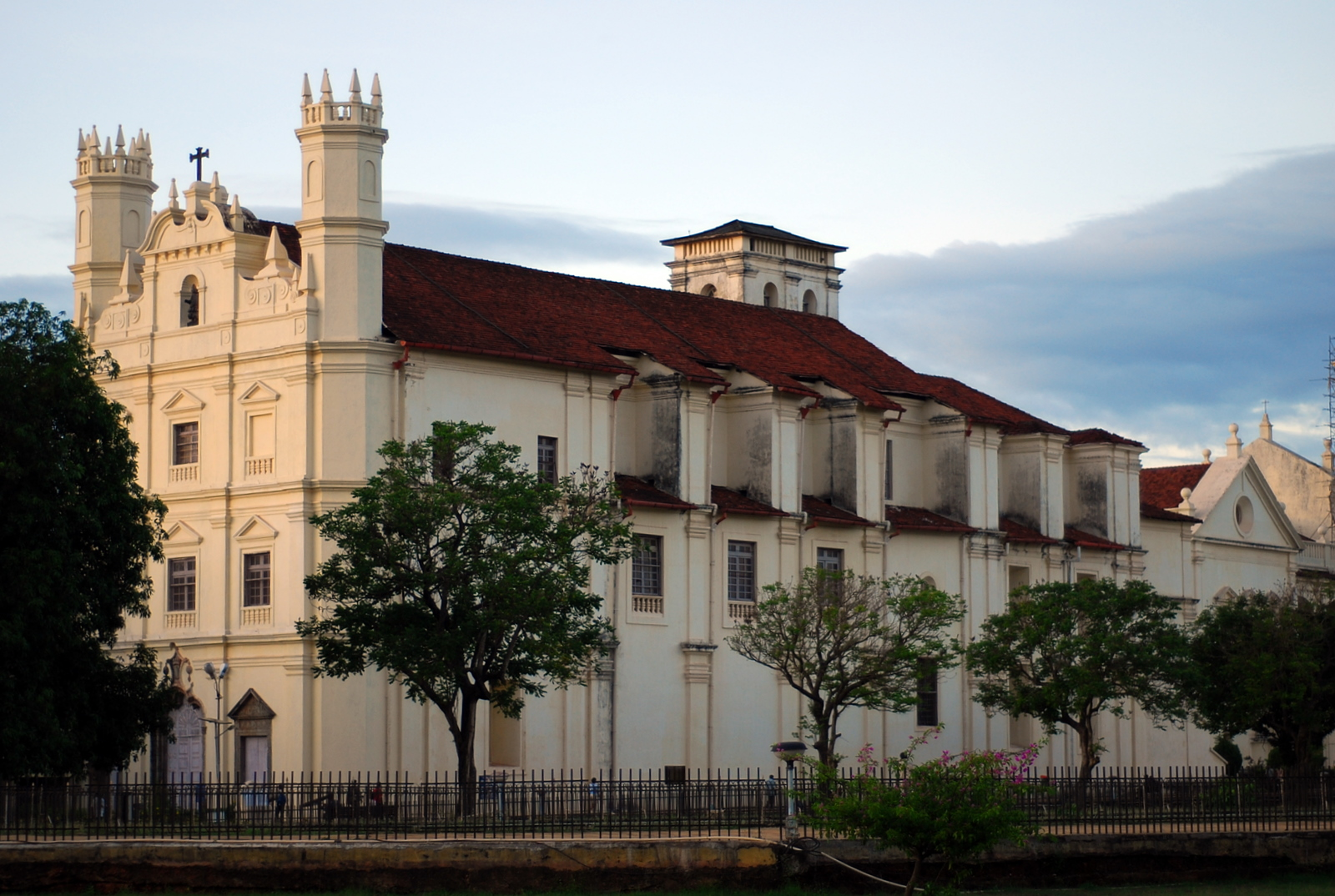
کلیسای سنت فرانسیس آسیسی
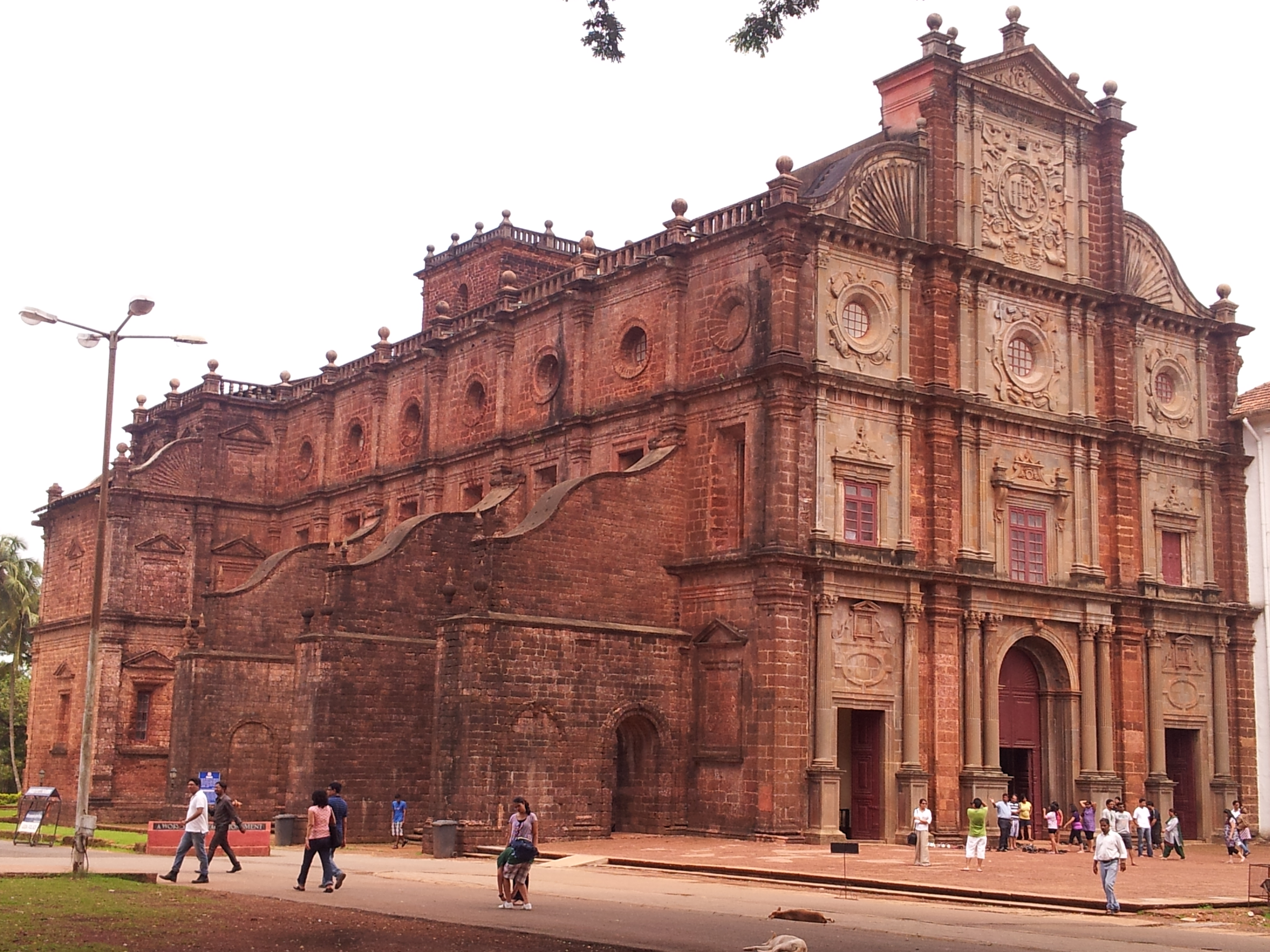
ریحان بم عیسی
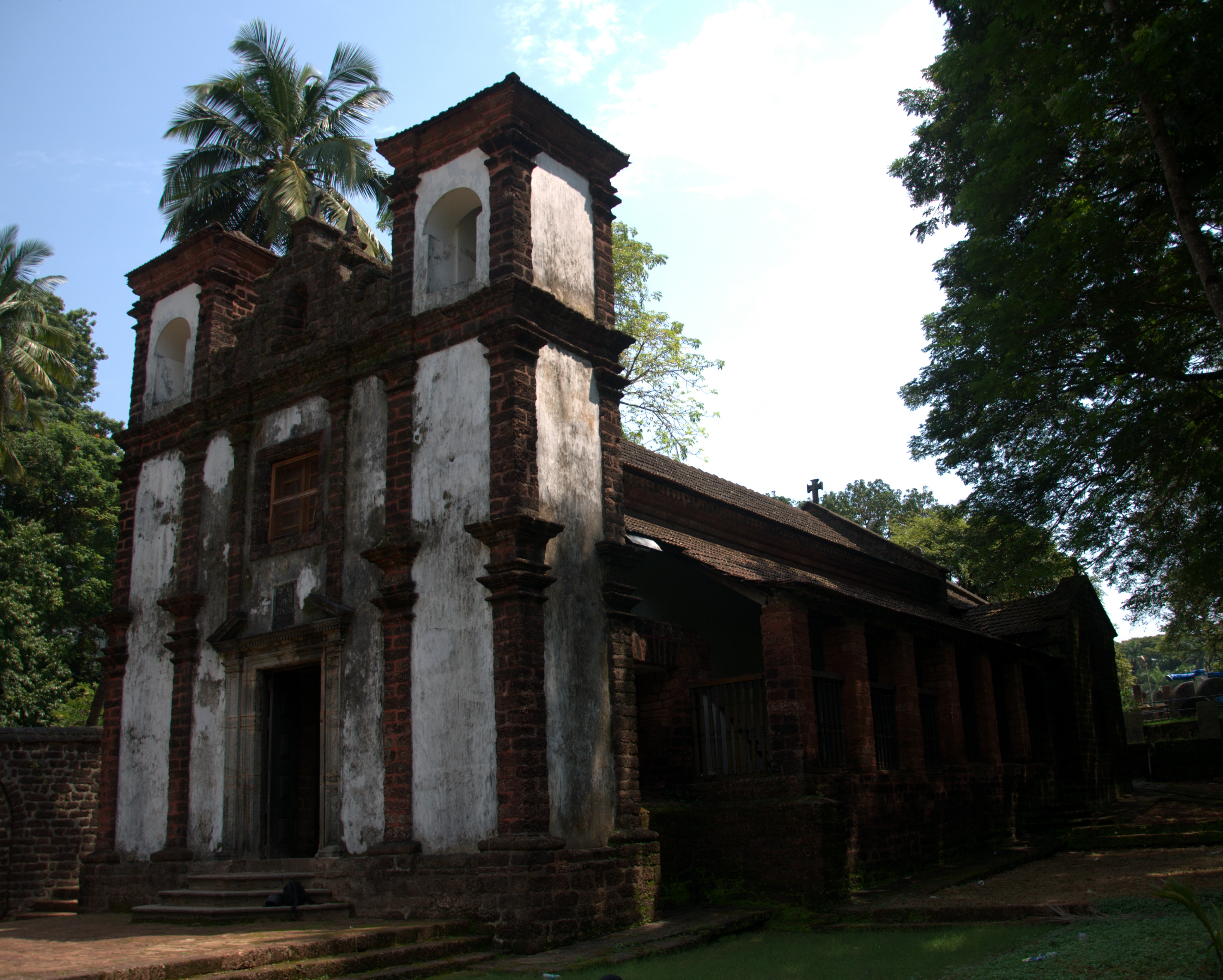
نمازخانه سنت کاترین
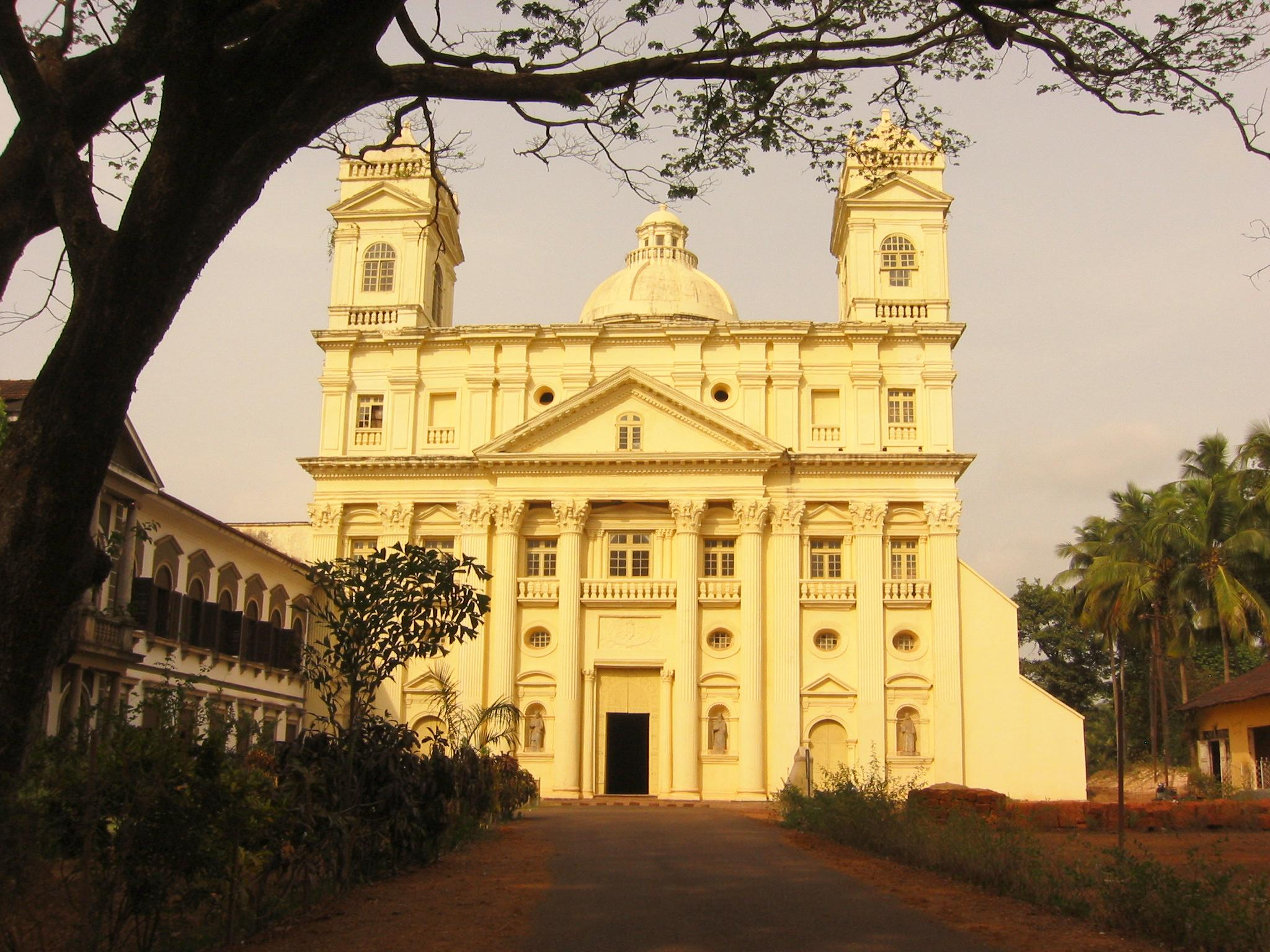
کلیسای سنت
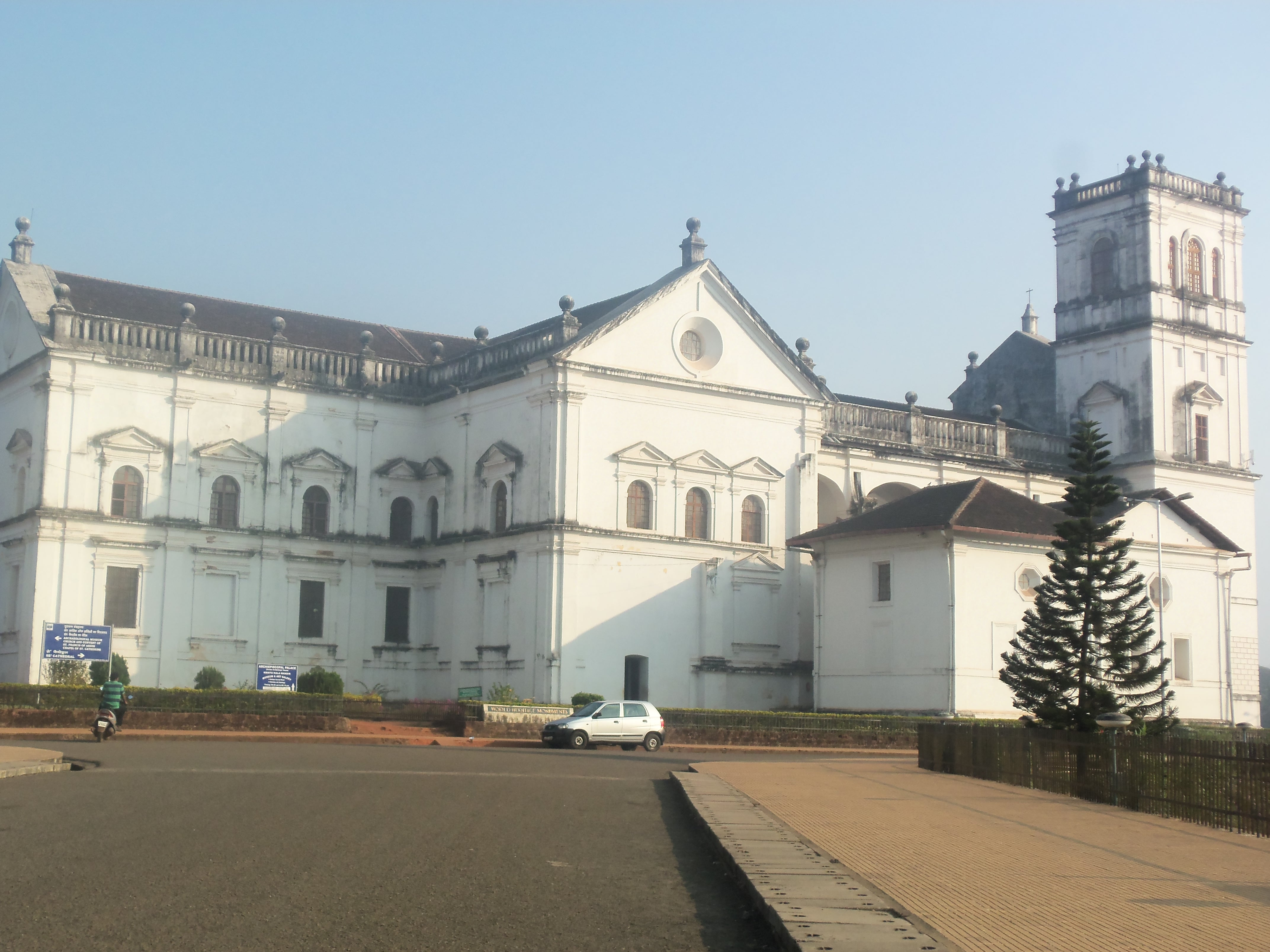
کلیسای جامع
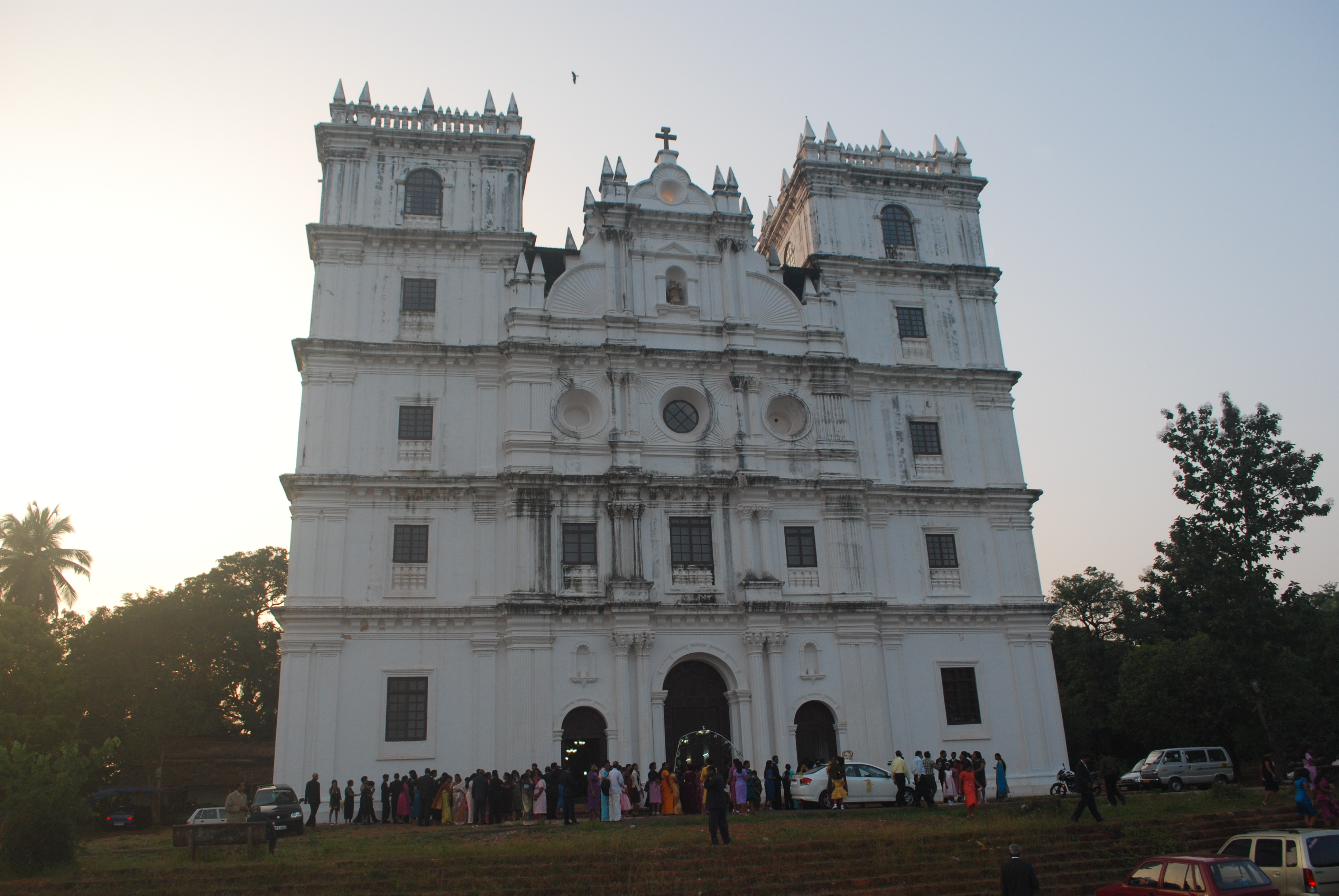
کلیسای سنت آن
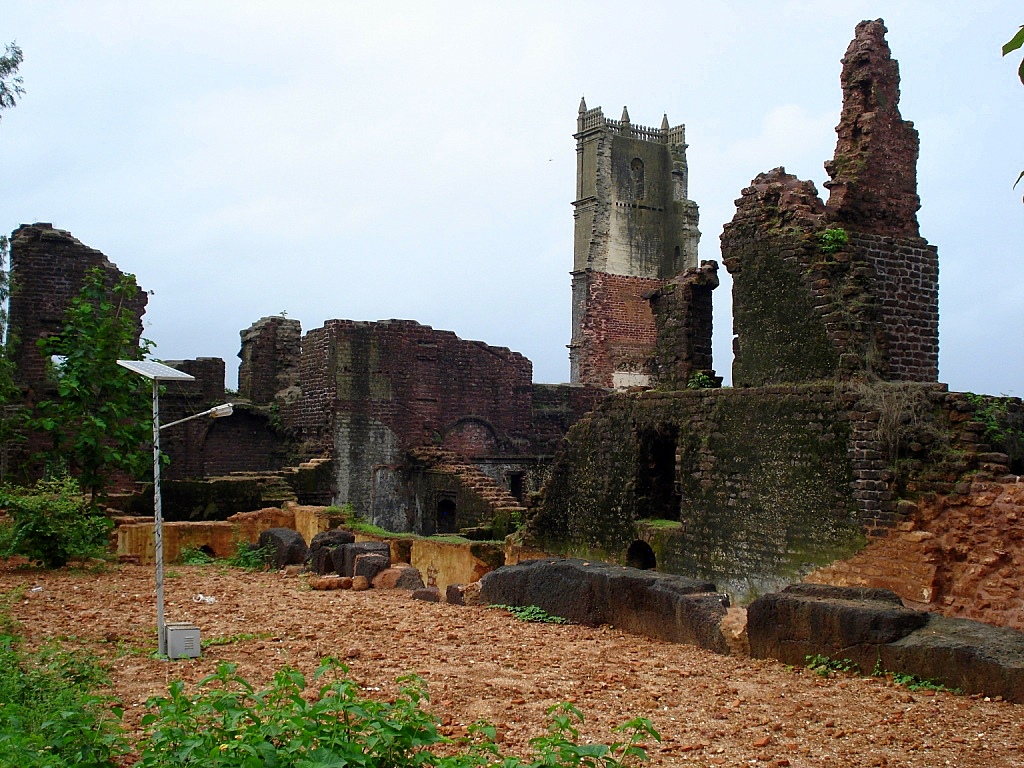
کلیسای سنت آگوستین
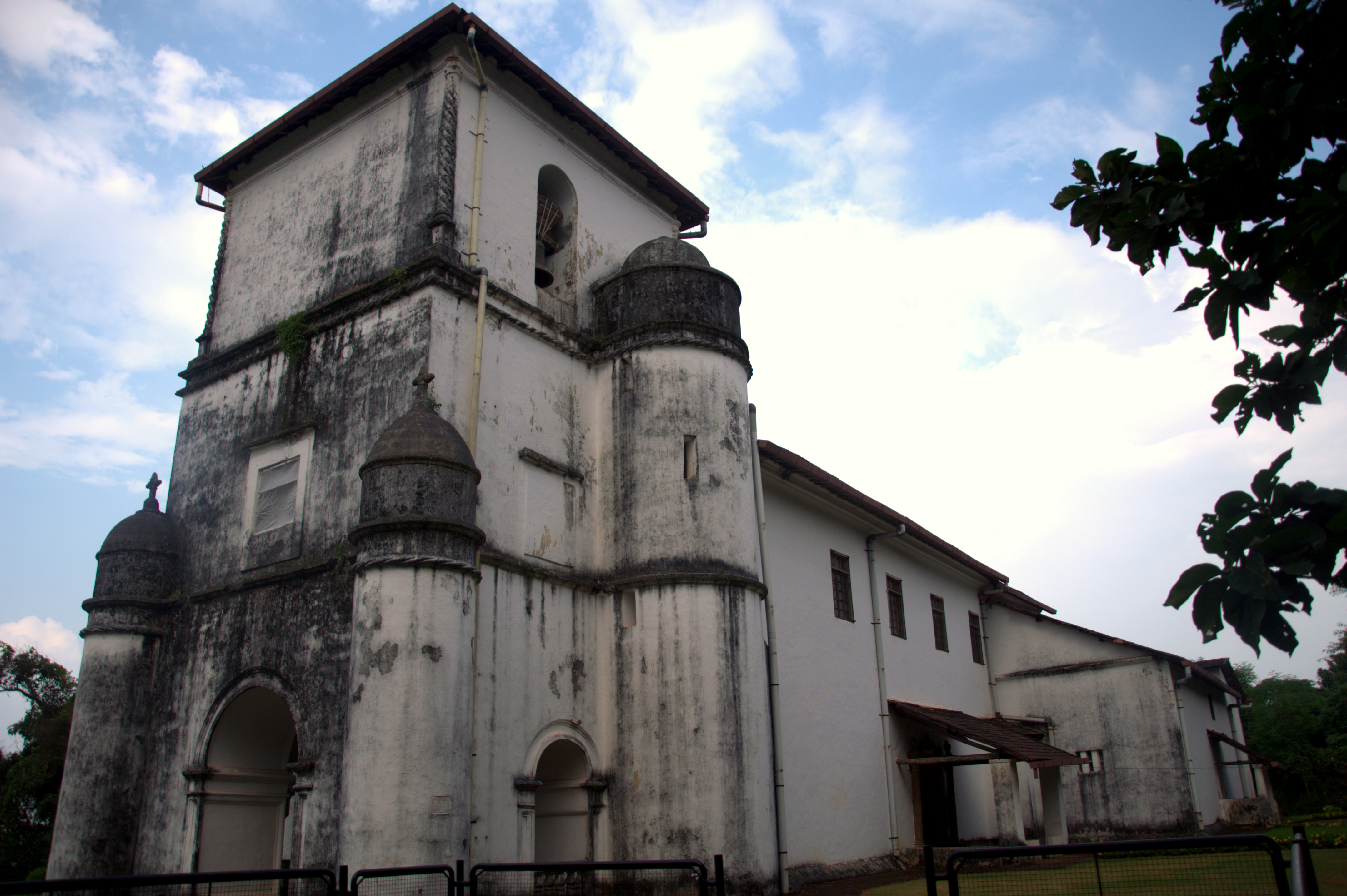
کلیسای بانوی تسبیح
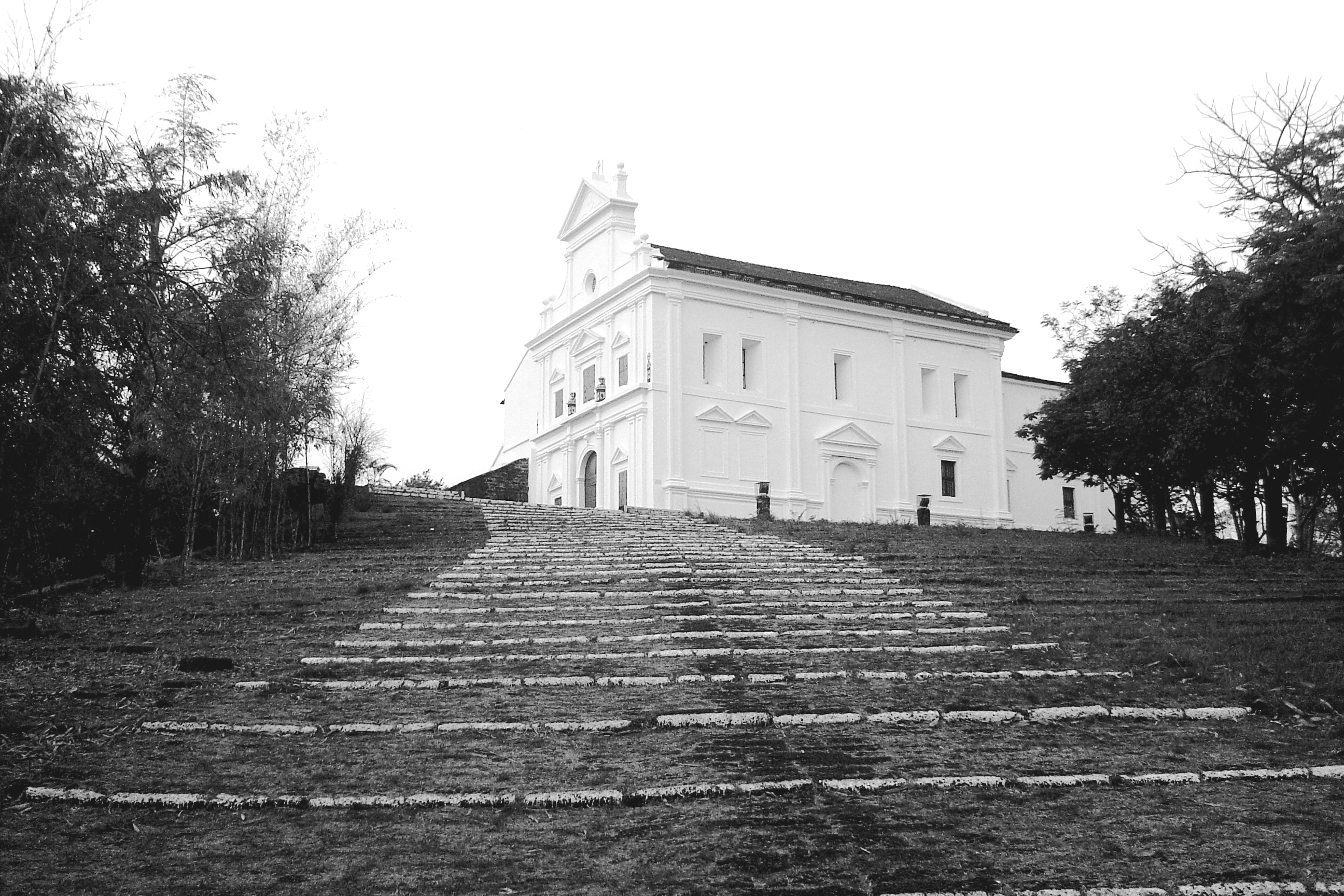
کلیسای بانوی کوه ما
کلیسای سنت جان
کلیسای سلطنتی سنت آنتونی